# Frauenberg (Euskirchen)

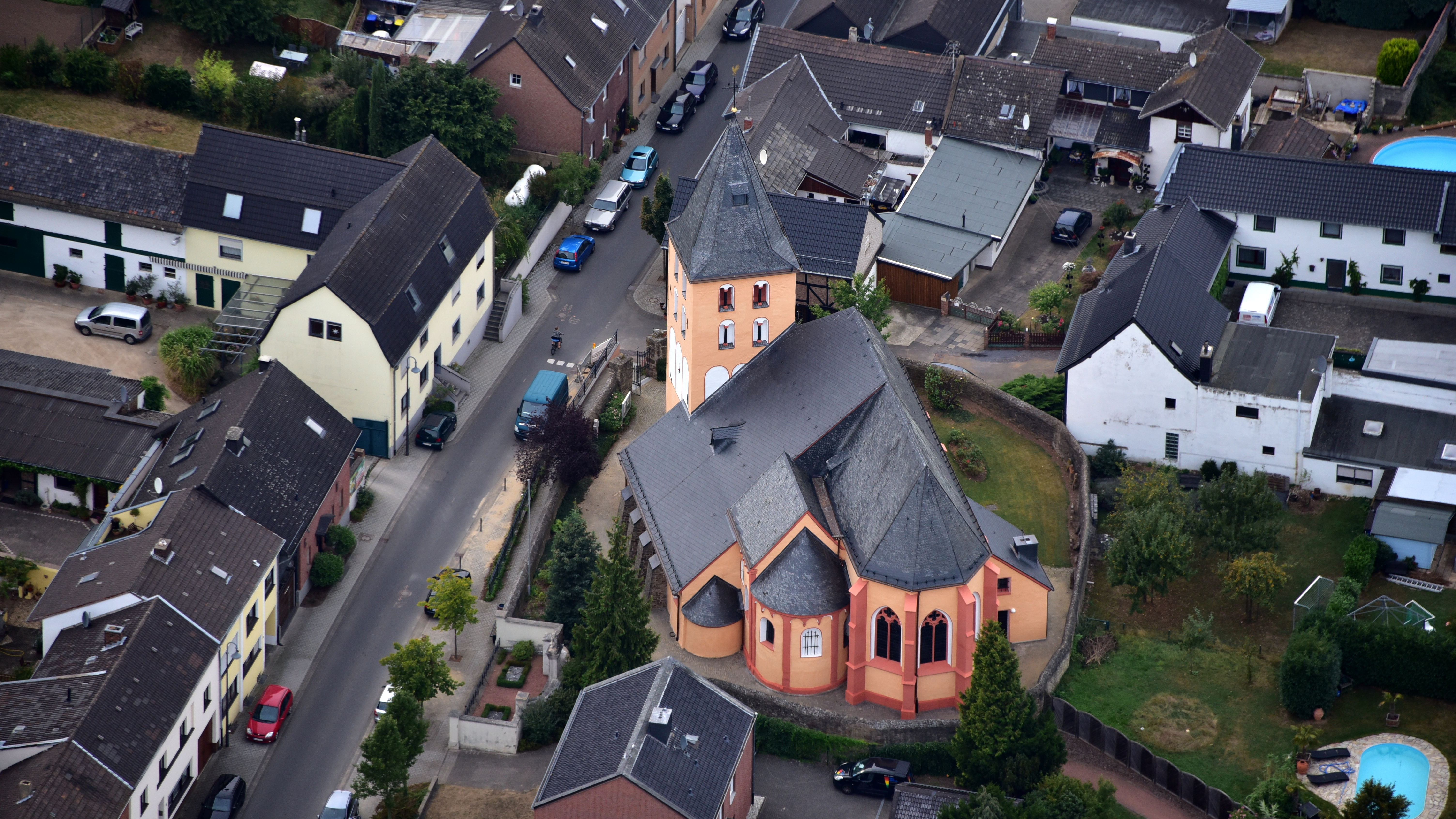
Frauenberg (Euskirchen), St. Georg, Luftaufnahme (2016)

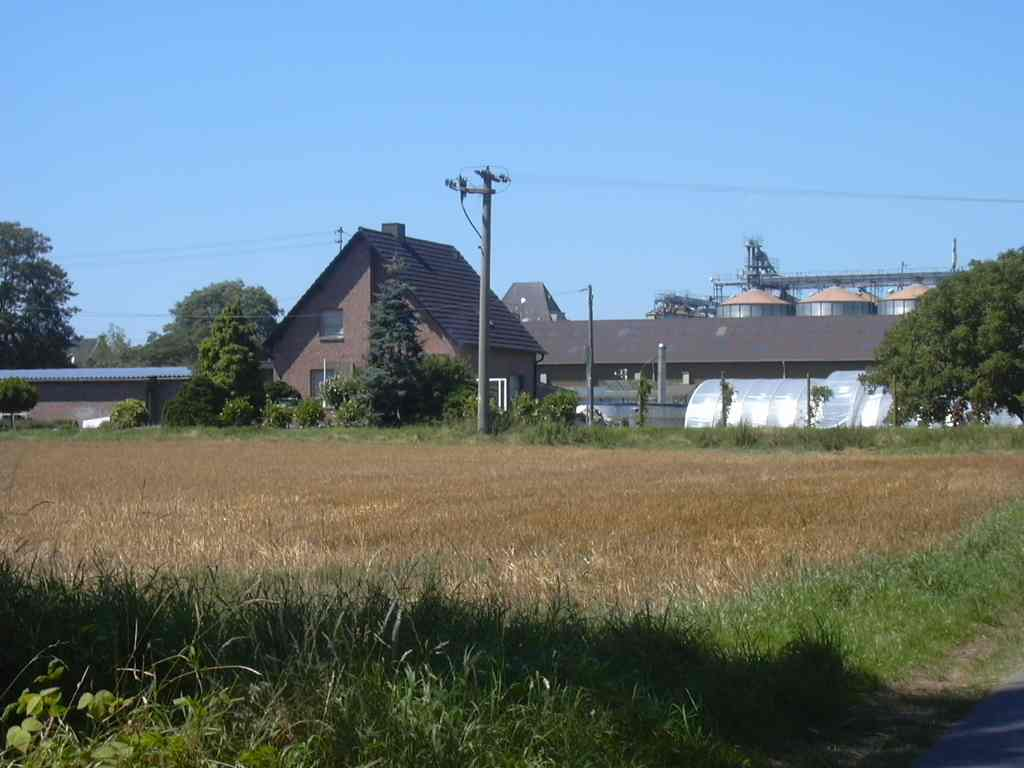
Weiler Irresheim

Frauenberg mit dem angrenzenden Weiler Irresheim ist ein Stadtteil von Euskirchen im Kreis Euskirchen in Nordrhein-Westfalen.

## Lage
Frauenberg liegt im Nordwesten von Euskirchen, im Norden liegt der Stadtteil Oberwichterich. Westlich an den Ort grenzt das Stadtgebiet von Zülpich, südwestlich mit dem Ort Dürscheven.

## Geschichte
Frauenberg, Irresheim und Oberwichterich waren immer sehr eng verbunden. Bis zum Ende des 19. Jahrhunderts bildeten sie eine „Freie Herrlichkeit des jülich’schen Landes“. Später bildeten sie mit einigen anderen Orten die Bürgermeisterei Frauenberg, die von der Stadt Zülpich in Verwaltungsunion mitbetreut wurde.
Grundherren von Frauenberg waren im frühen Mittelalter die Äbte der Reichsabtei Prüm. In einer Urkunde von 899 wird Frauenberg „villa montis in pago Tulpiacensi“ (Landgut am Berge im Zülpicher Gau) genannt.
Die damalige Kirche wurde 1067 durch den Kölner Erzbischof Anno II. dem neu gegründeten Stift St. Georg in Köln überwiesen; St. Georg wurde Kirchenpatron.
Am 1. Juli 1969 wurde Frauenberg durch das Gesetz zur Neugliederung des Landkreises Euskirchen nach Euskirchen eingemeindet.
Am 31. Dezember 2017 hatte Frauenberg 647 Einwohner.

## Verkehr
Frauenberg liegt unmittelbar an der Anschlussstelle Euskirchen (110) der südlich verlaufenden A 1, westlich führt die B 56n unmittelbar am Ort vorbei. Zwischen Oberwichterich und Frauenberg verläuft die Landstraße 264. Die Hauptdurchgangsstraße des Ortes ist die Landesstraße 61.
Da an der Anschlussstelle Euskirchen von der A 1 Richtung Zülpich abfahrenden Fahrzeuge durch den Ort fahren mussten und dies durch die Zunahme des Verkehrs eine erhebliche Belastung der engen Landesstraße 61 zur Folge hatte, begannen am 15. November 2007 Umbauarbeiten an der B 56n. Durch einen neuen Anschluss der B 56n an die L 61 wird der Verkehr in Richtung Zülpich seit Mai 2008 über die südliche Ausfahrt der Anschlussstelle 110 auf die L 61 geleitet, die Ortsdurchfahrt wurde in eine Tempo-30-Zone umgestaltet.
Die VRS-Buslinie 807 der RVK verbindet den Ort mit Euskirchen und Erftstadt. Zusätzlich verkehren einzelne Fahrten der auf den Schülerverkehr ausgerichteten Linie 733 der SVE.
| Linie | Betreiber | Verlauf |
| ----- | --------- | --- |
| 733   | SVE       | Schülerverkehr Euskirchen: Wißkirchen – Euenheim / (Oberwichterich → Frauenberg →) Elsig (← Frauenberg ← Oberwichterich) – Euskirchen |
| 807   | RVK       | Euskirchen Bf – Frauenberg – Oberwichterich / (← Oberelvenich ← Rövenich ← Niederelvenich) – Wichterich – Mülheim – Niederberg – Borr – (Scheuren ← Weiler in der Ebene ← Erp ←) Friesheim – Ahrem – Lechenich – Frauenthal – Liblar – Erftstadt Bf |
| 865   | SVE       | Euskirchen Bf – Frauenberg – Oberwichterich |

## Kulturdenkmäler
- Katholische Pfarrkirche St. Georg
- Hofanlage, Backstein, Fachwerkstall, datiert 1844, Annostr. 31
- Hauskreuz, 18. Jahrhundert, Annostr. 31
- Kriegerdenkmal, Reiterstatue des Hl. Georg, 1918
- Wegekreuz, Relief des Hl. Petrus, 18. Jahrhundert, Annostr.
- Wegekreuz, datiert 1856, In den Weiden
- Wegekreuz, 18. Jahrhundert, Nideggener Straße
- Fachwerkhofanlage, datiert 1772, Nideggener Straße 17
- Friedhofskreuz, 19. Jahrhundert

## Persönlichkeiten
- Peter Bömmels (* 11. November 1951 in Frauenberg), Maler und Zeichner